# 即位之禮 (日本)

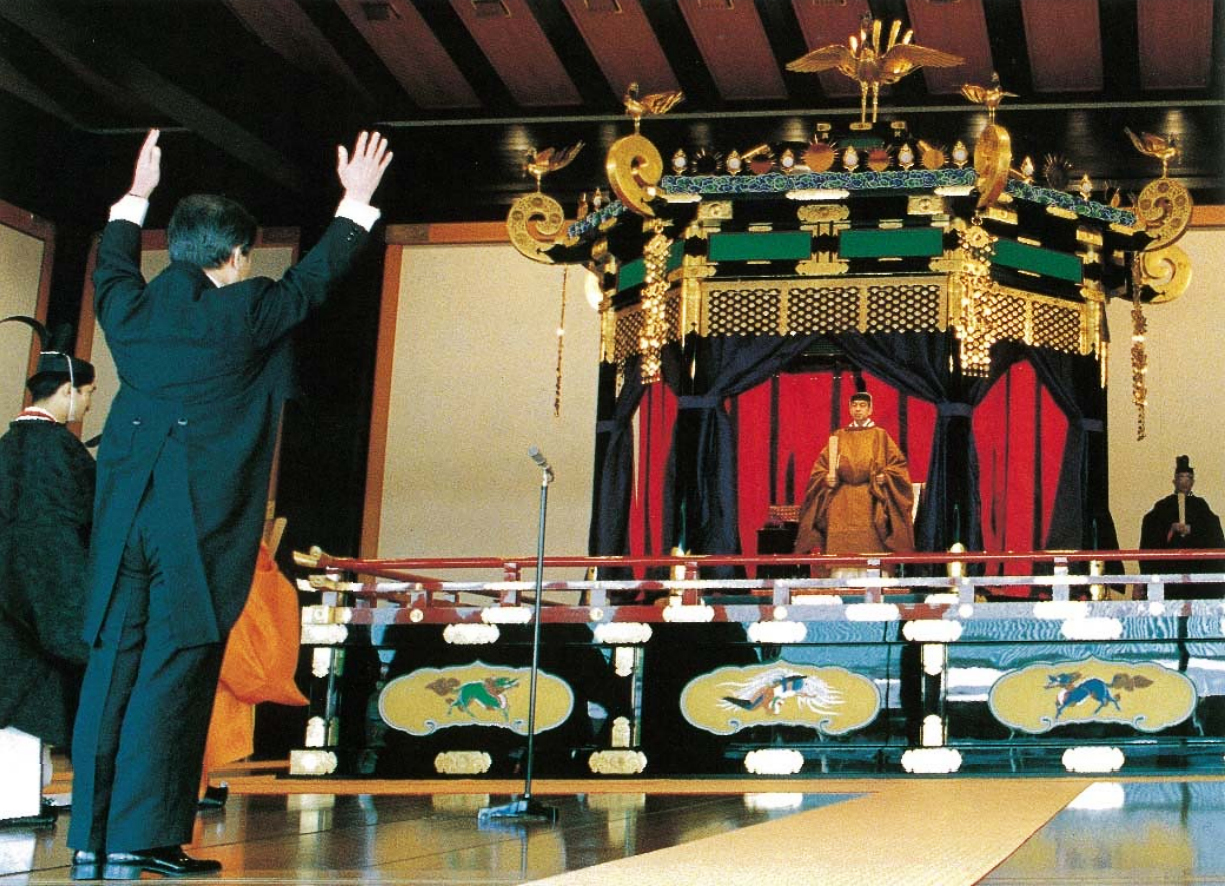
明仁即位礼，内阁总理大臣海部俊樹在高御座前三呼万岁。

即位之禮（日语：／ Sokui no rei */?）是日本天皇在繼承皇位時進行的一連串國事行為儀式，為日本皇室的最高禮儀。中心儀式是即位禮正殿之儀，相當於其他君主制國家的加冕式或即位式。
在即位禮後，天皇會主持感謝五穀豐收、祈願來年繼續的大嘗祭，為日本宮中祭祀的重要儀式之一。即位禮、大嘗祭和一連串的儀式被合稱為「御大禮」或「御大典」，為日本天皇即位的整體禮儀之體系。

## 即位礼仪制

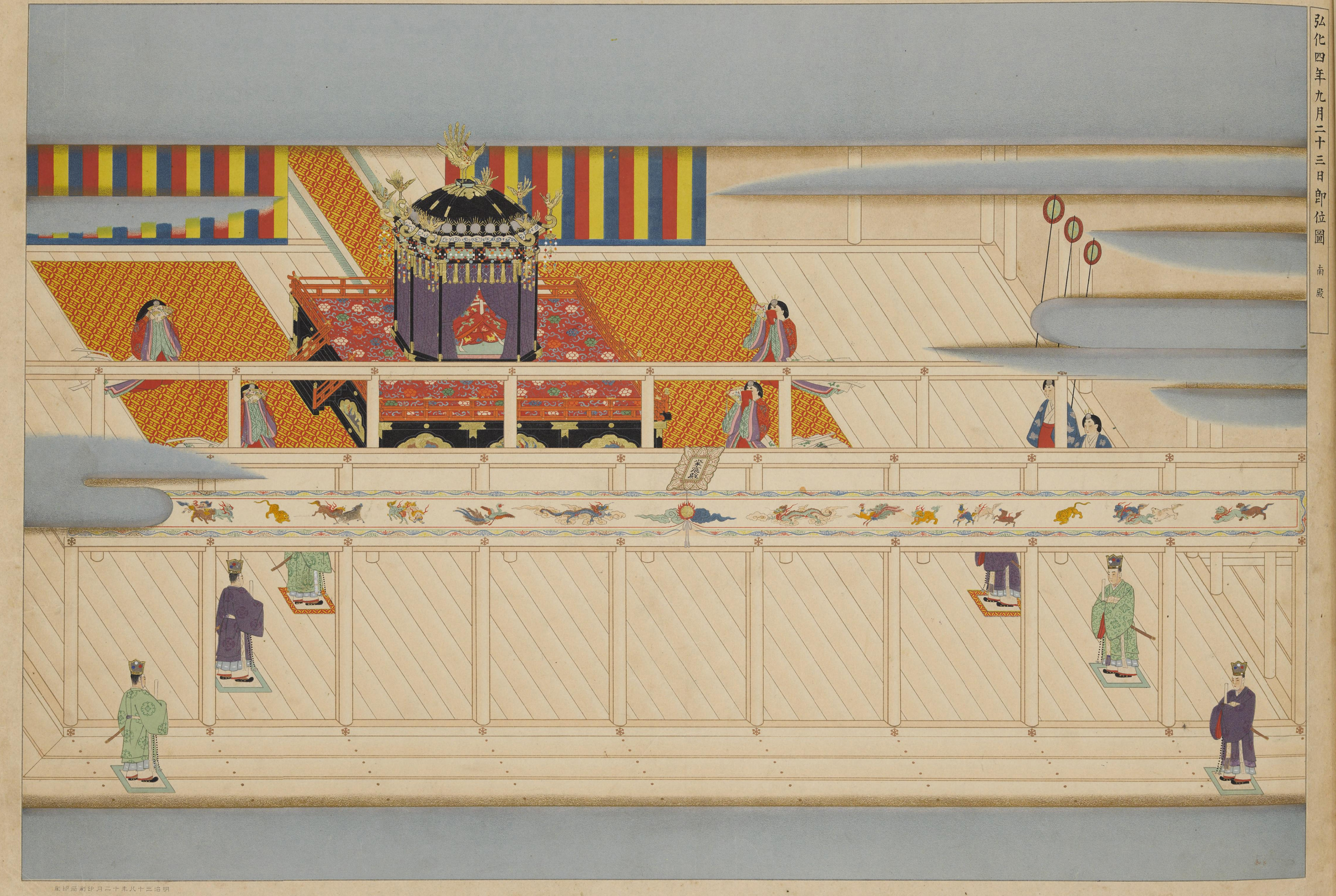
孝明天皇
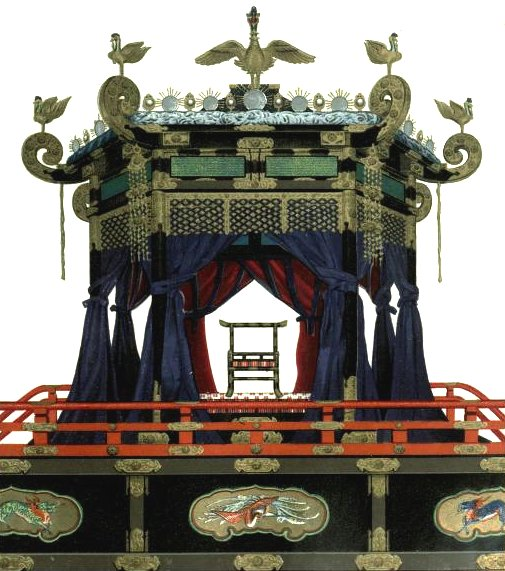
象徵天皇地位的「高御座」
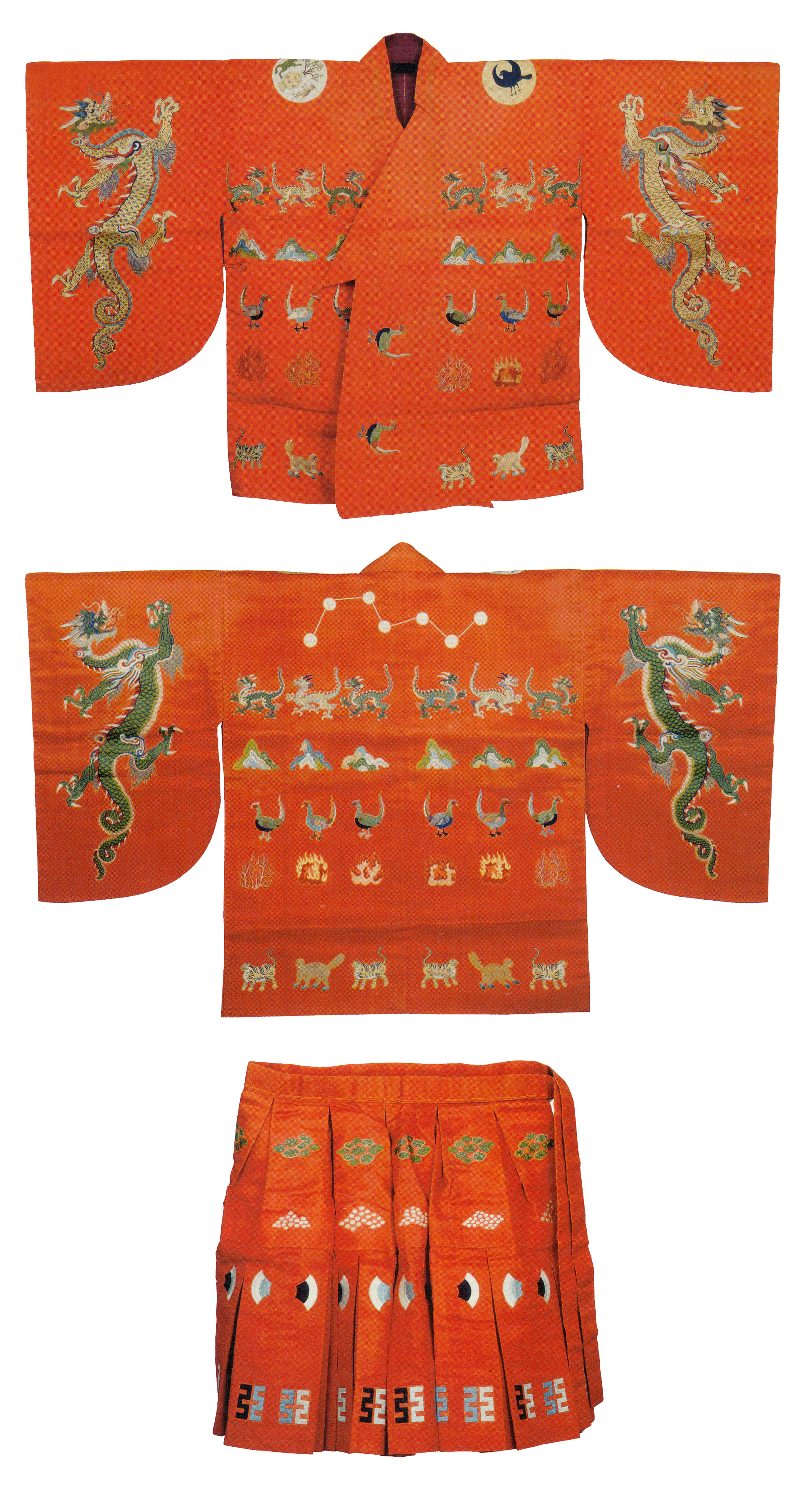
孝明天皇即位所穿的冕服
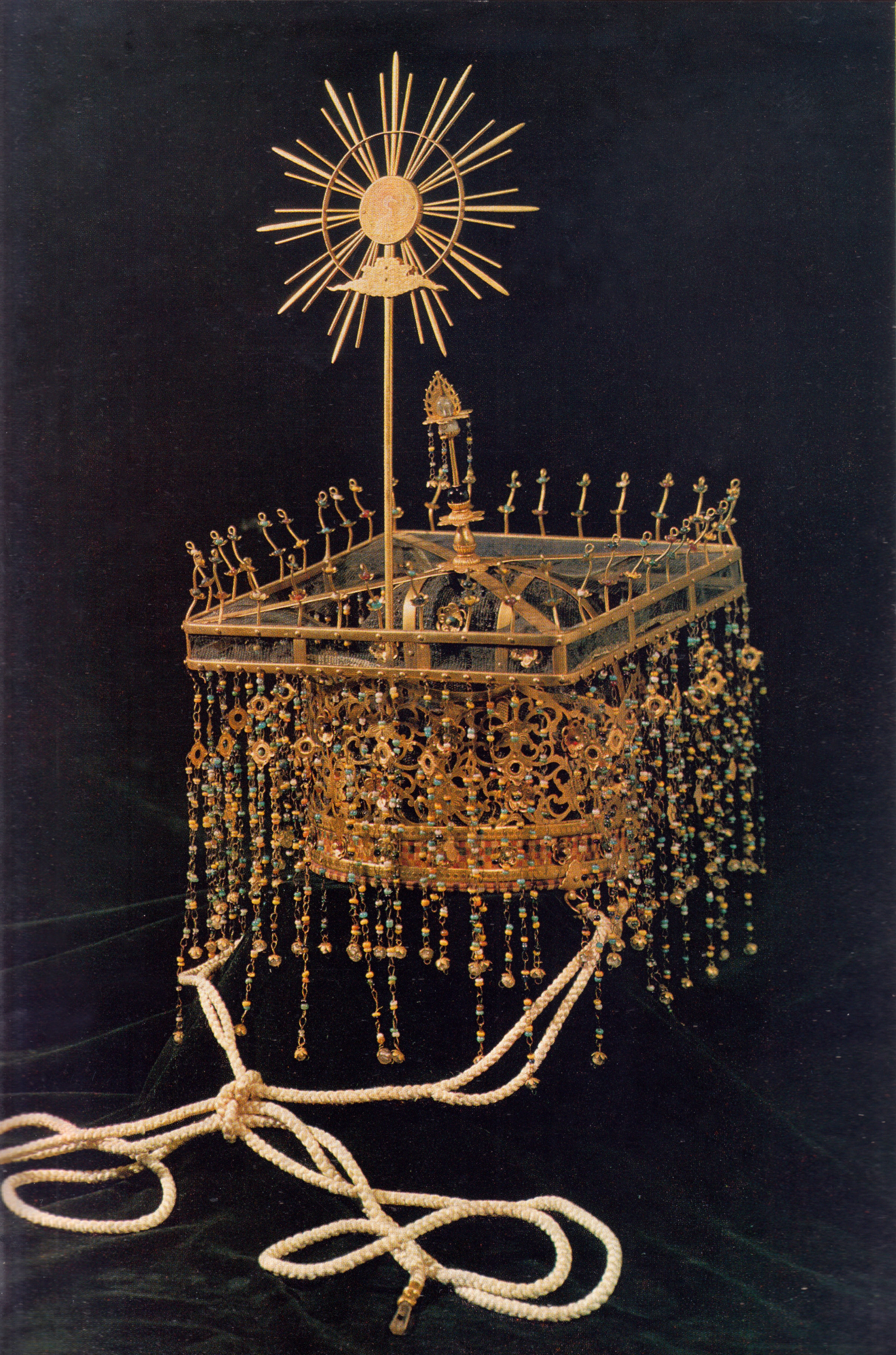
孝明天皇即位所戴的冕冠
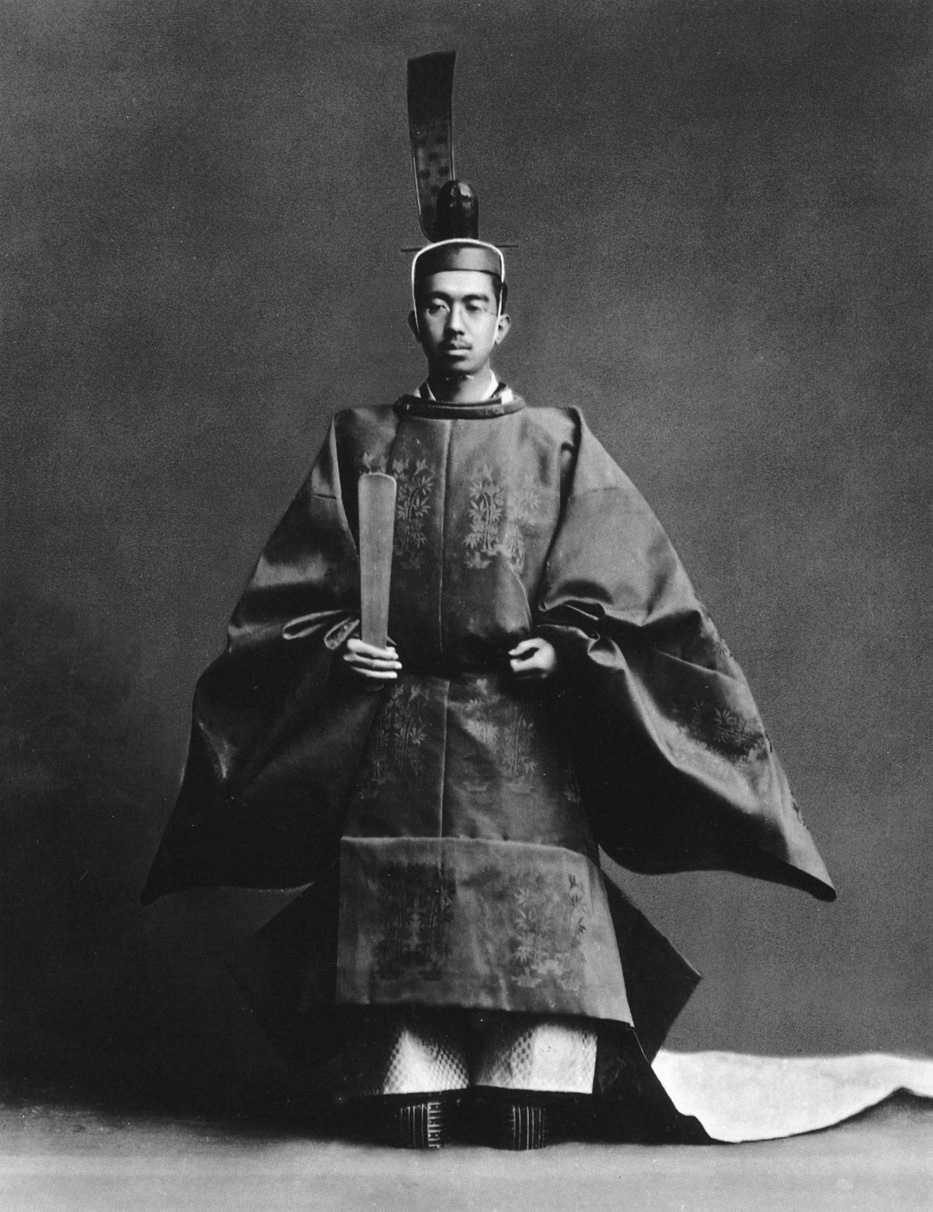
即位典禮上的昭和天皇（1928年）
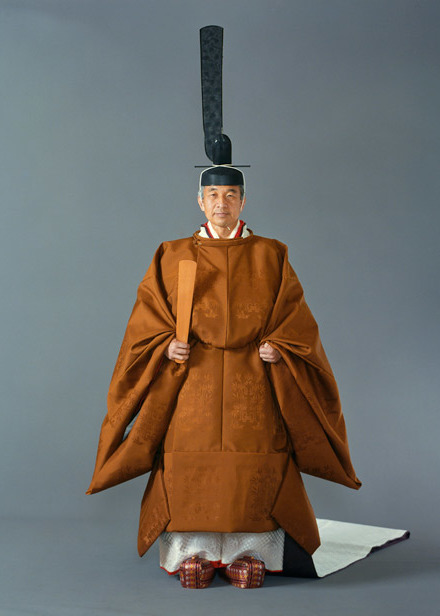
即位典禮上的明仁（1990年）
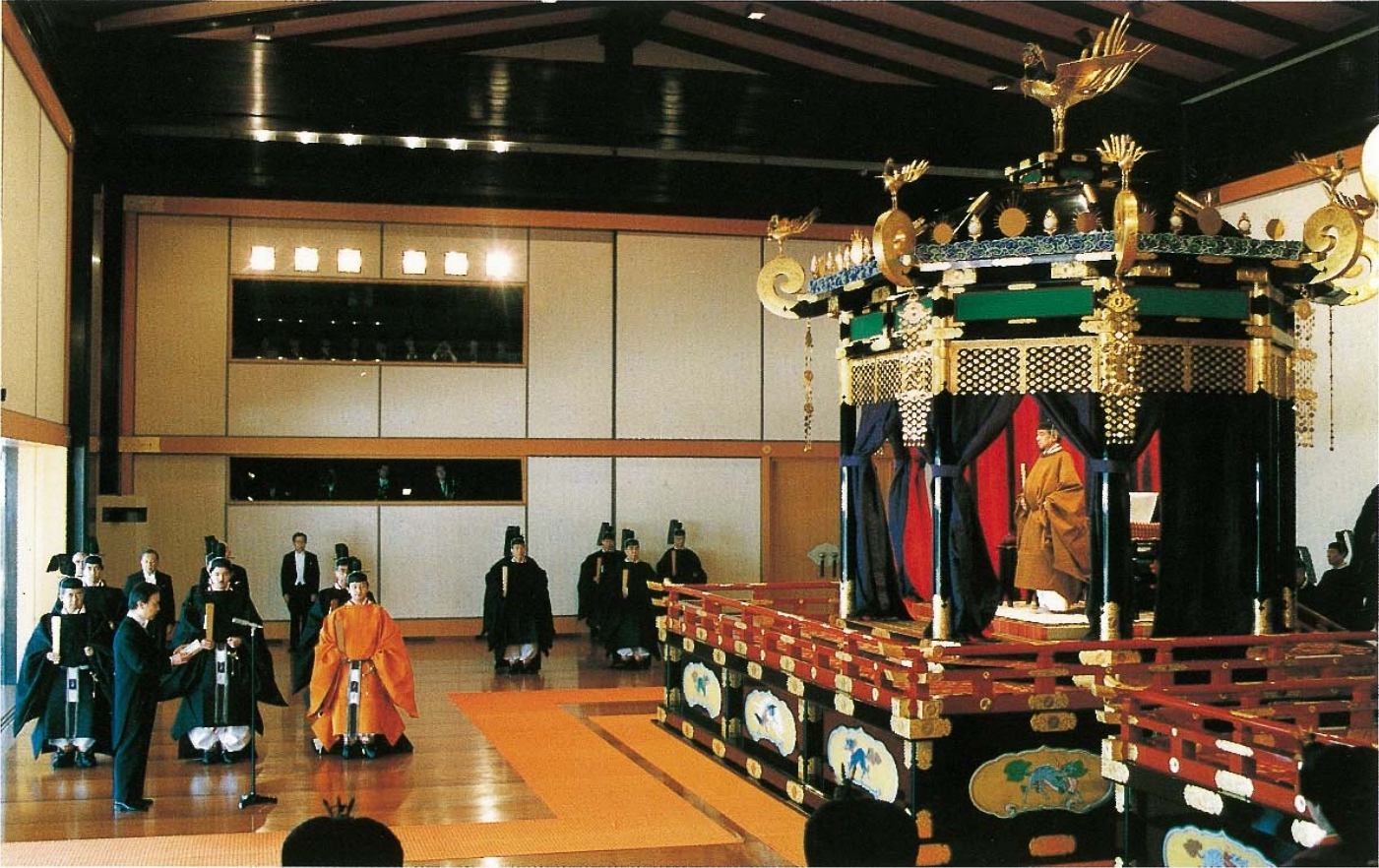
明仁（1990年）
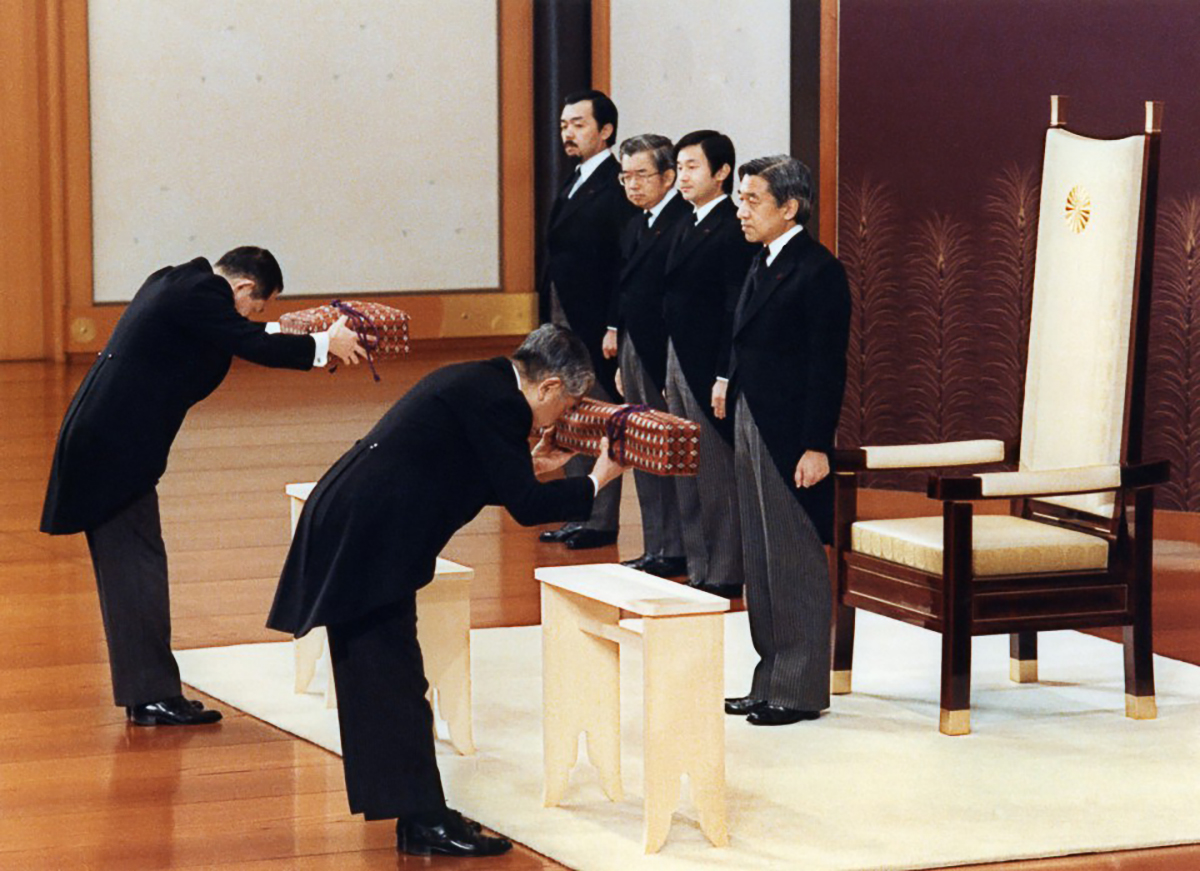
明仁即位所持的劍璽（1990年）
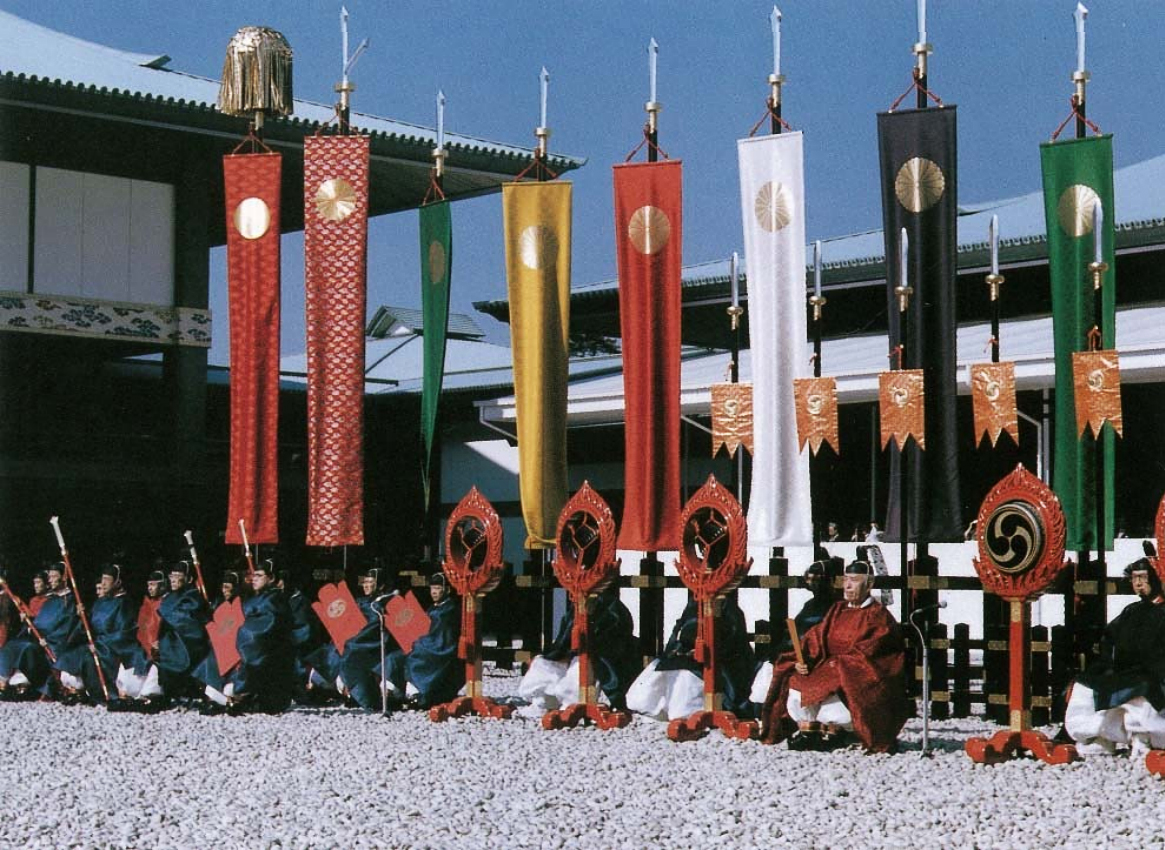
即位禮正殿之儀上使用的各式旗幡
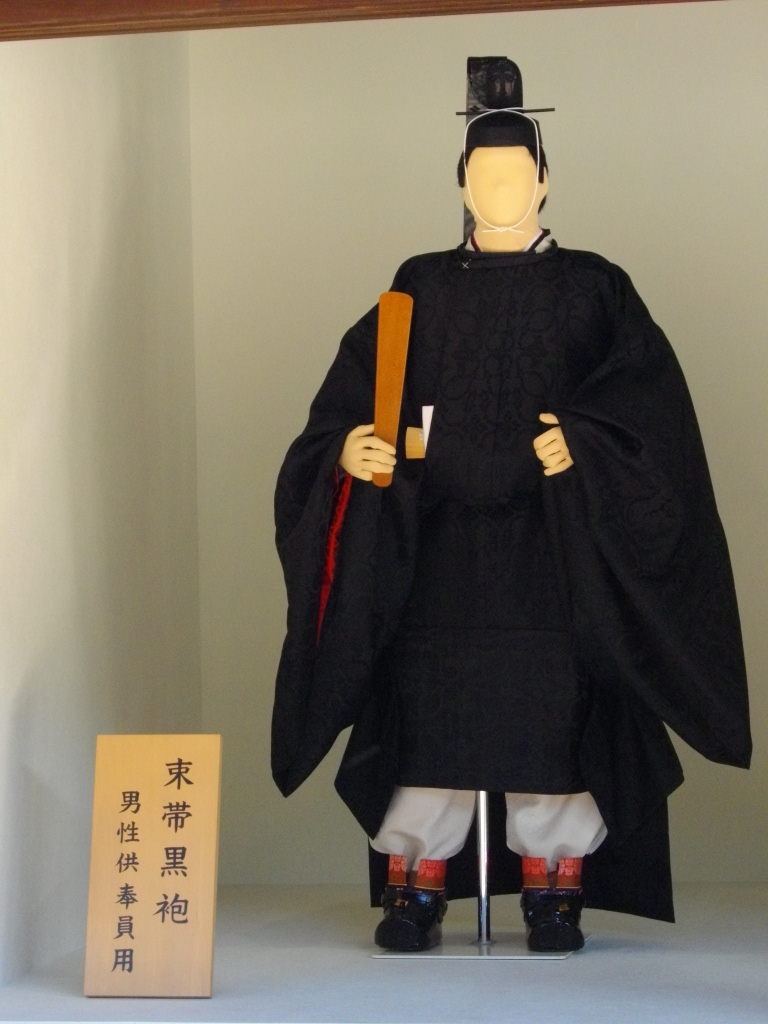
男性供奉員
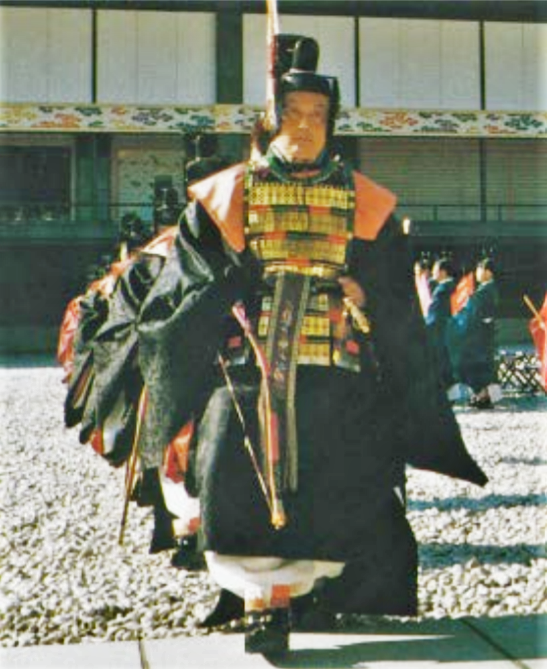
威儀者
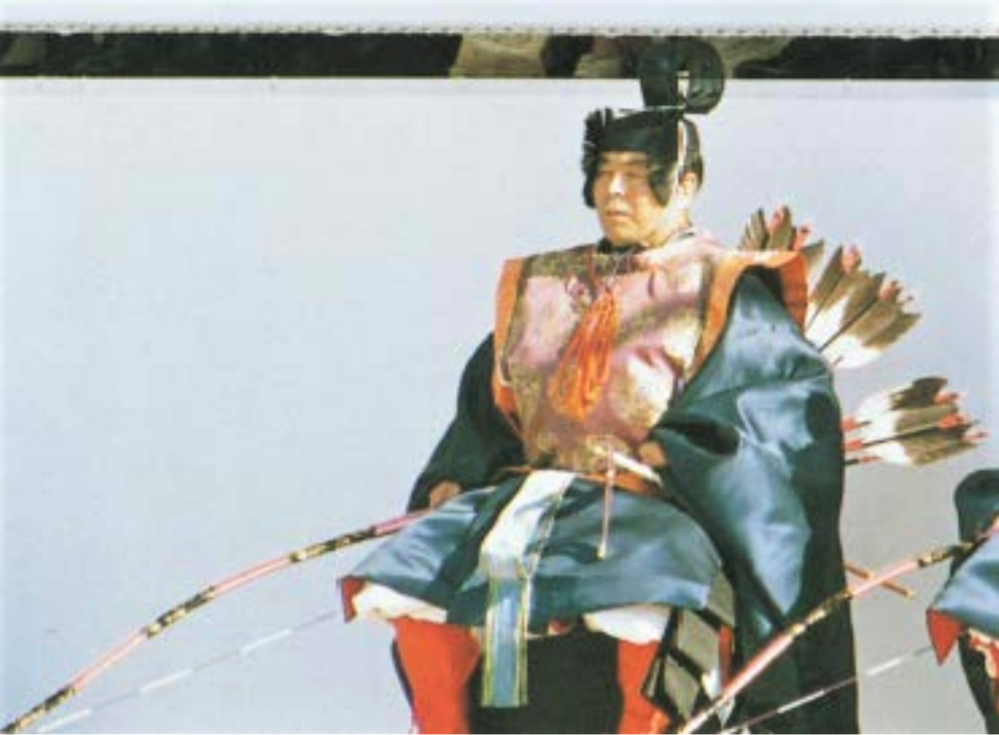
束帶縹袍（衛門用）
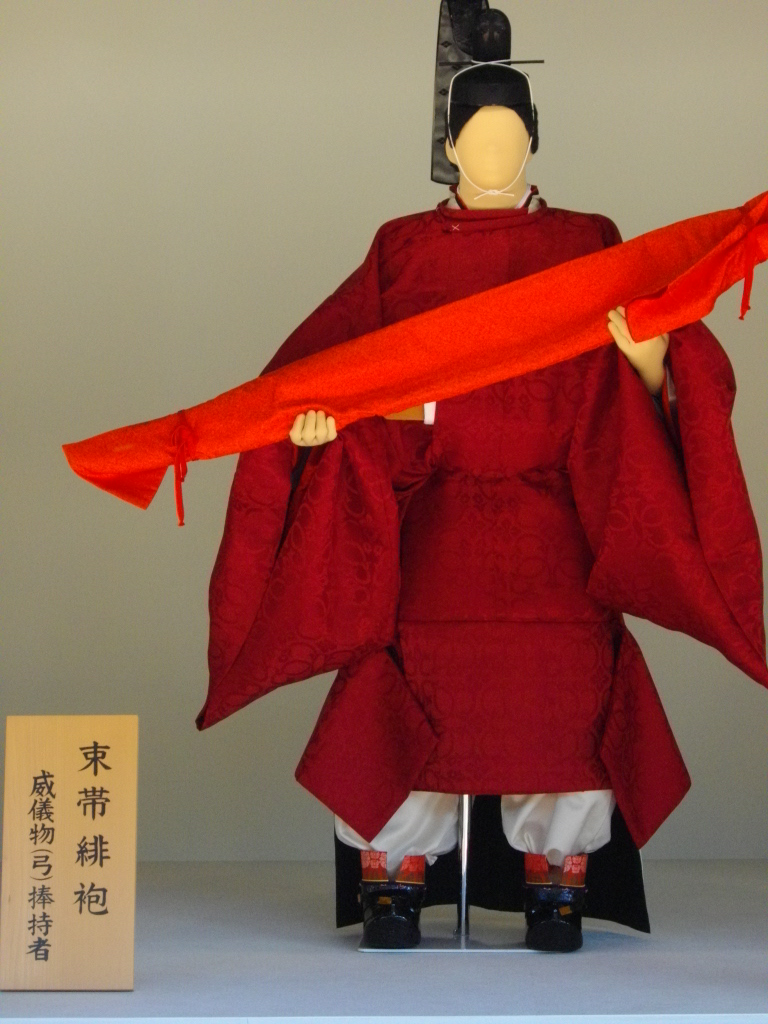
束帶緋袍（威儀物(弓)捧持者用）
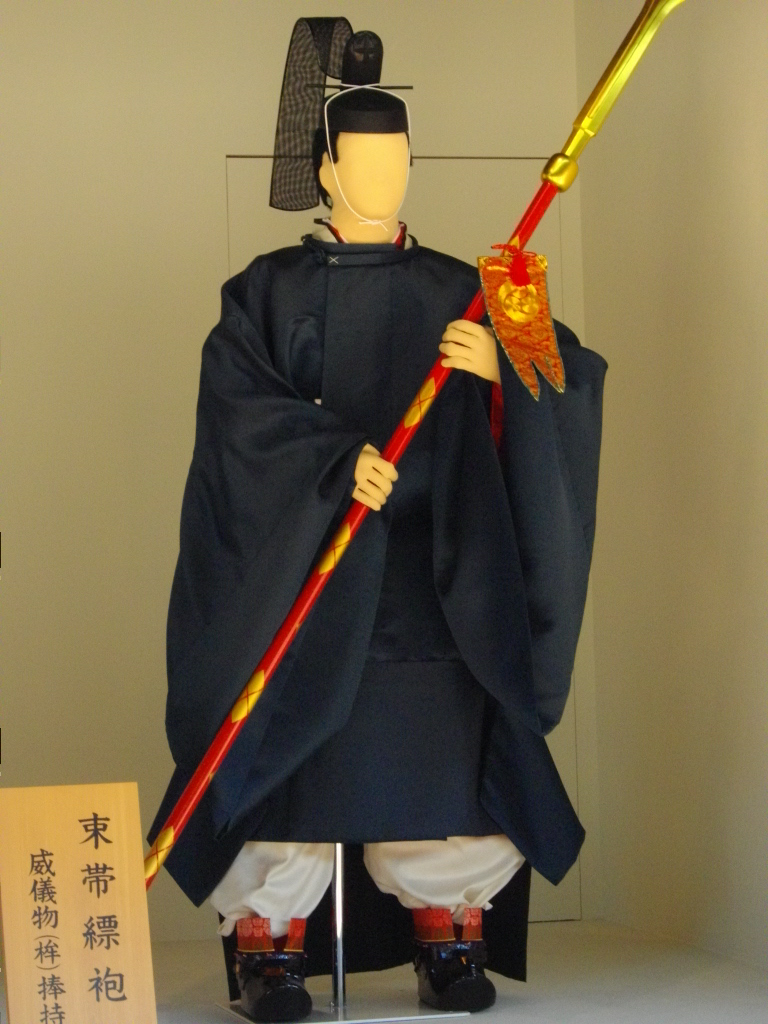
束帶縹袍（威儀物(桙)捧持者用）
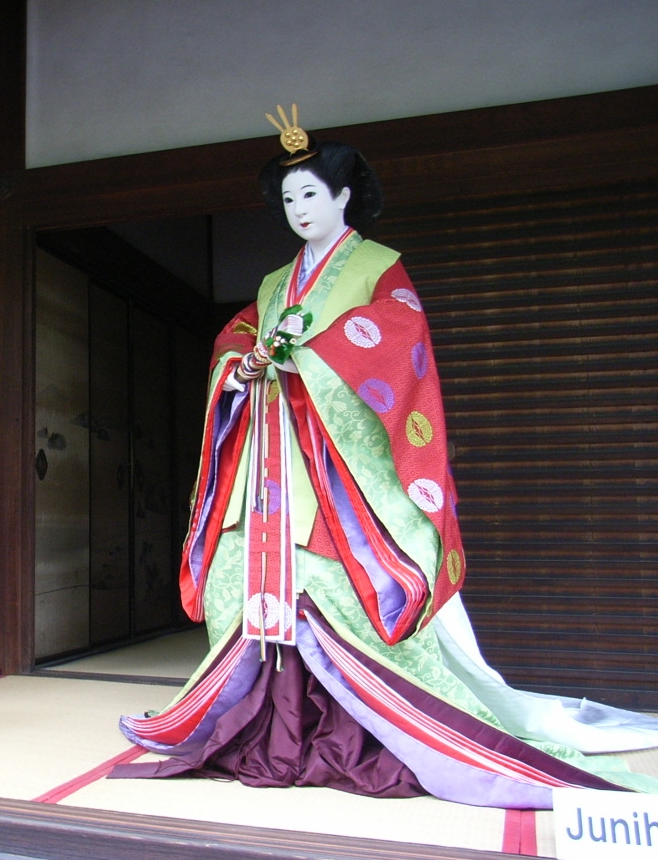
女性参列者十二單（京都御所）
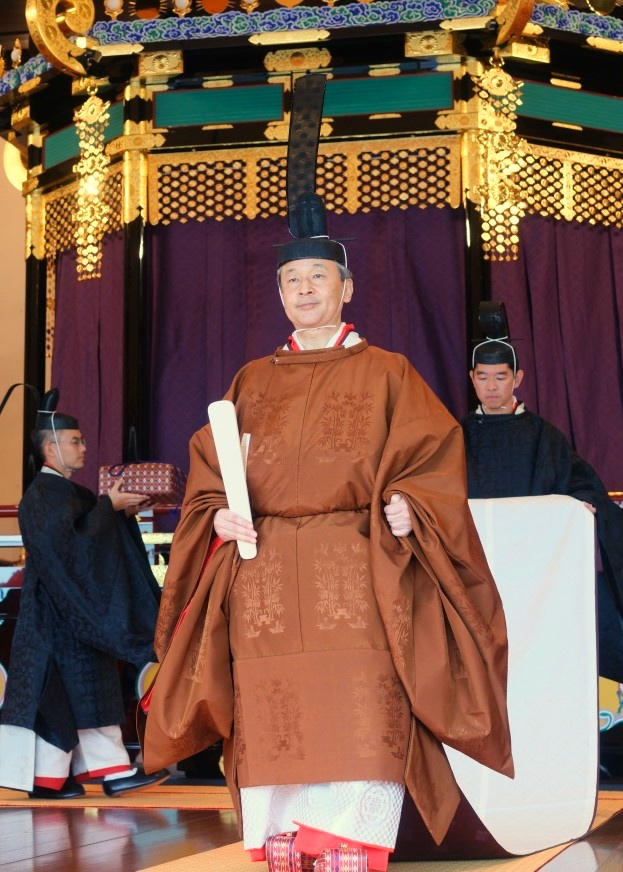
即位典禮上的德仁（2019年）
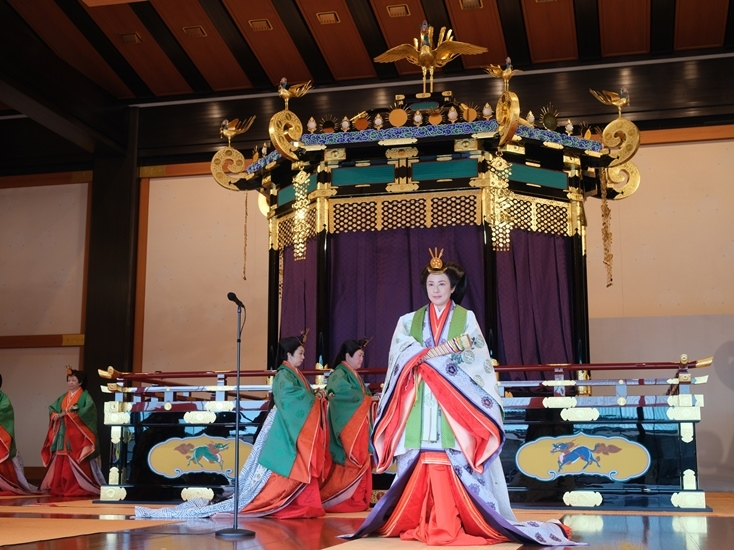
雅子皇后

## 令和即位之禮

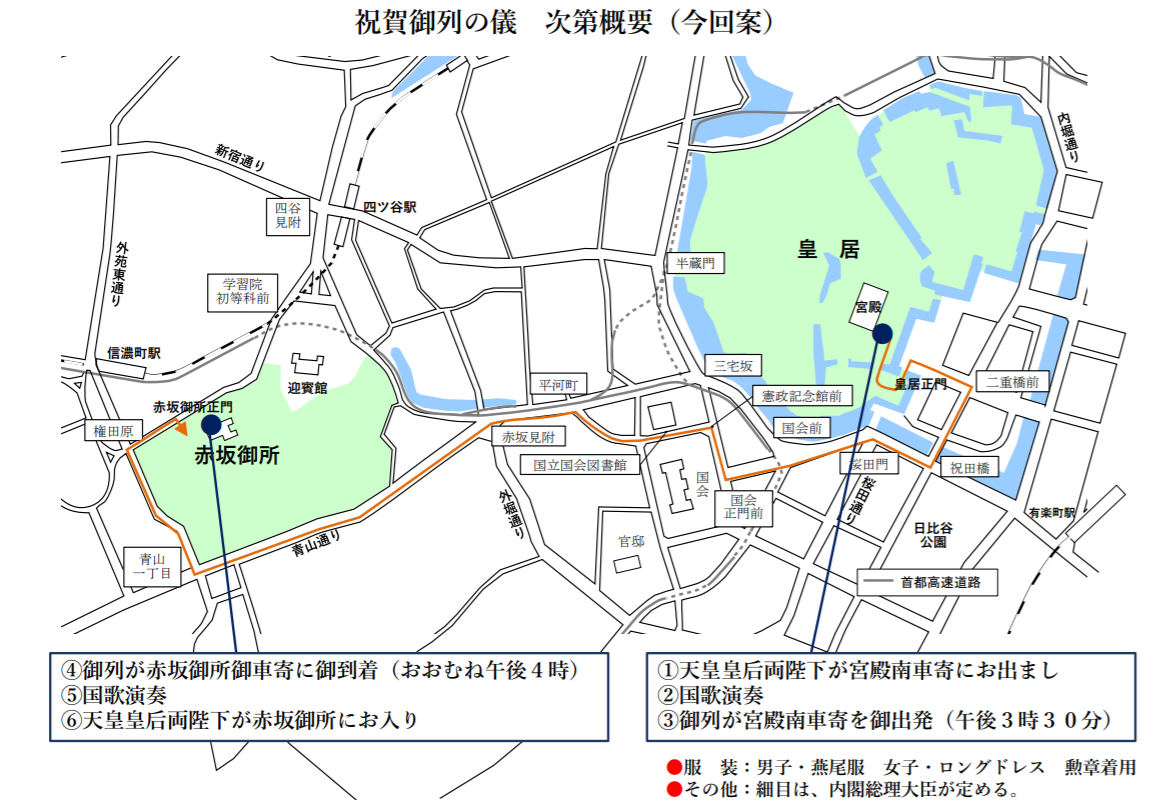
祝賀御列之儀的计划路线

第126代天皇德仁于2019年（令和元年）5月1日即位。在此之前，因应天皇退位特例法的成立，政府于2018年（平成30年）3月指定以下5项儀式为即位礼，为「第126代天皇」之国事行為。
1. 剑璽等承继之儀
2019年（令和元年）5月1日10時30分起[4]约10分〔宮殿 正殿〕
2. 即位後朝見之儀
同日11時10分起[4]约10分〔宮殿 正殿〕
3. 即位礼正殿之儀
2019年（令和元年）10月22日下午1時起[5]〔宮殿〕
4. 饗宴之儀
10月22日、25日、29日、31日〔宮殿 豊明殿、長和殿〕
5. 祝賀御列之儀
11月10日下午3時起[註 2]〔宮殿 - 赤坂御所〕

此外，皇室行事大嘗祭於11月14日至15日舉行。

### 即位禮正殿之儀
令和元年即位禮正殿之儀於2019年10月22日举行。日本政府决定邀请获得该国承認国家之元首，以及部分国家驻日大使及国际组织人员等出席。
受邀的政府代表：
- 中国：国家副主席王岐山代表中国政府以国家主席习近平特使之身份出席天皇的即位儀式[8]。
- 美国：运输部长趙小蘭代表美国政府参加天皇的即位儀式[9]。
- 大韓民國：國務總理李洛淵代表韓國政府出席。
- 英国：威爾斯親王查尔斯代表女王伊丽莎白二世及英國王室出席。[10]
- 西班牙：國王菲利普六世及王后萊蒂西亞代表西班牙王室出席。
- 摩納哥：親王阿爾貝二世代表摩納哥王室出席。
- 瑞典：國王卡爾十六世·古斯塔夫及女王儲維多利亞公主出席。
- 比利时：國王菲利普及王后瑪蒂爾德代表比利时王室出席。
- 丹麦：王儲弗雷德里克及王儲妃瑪麗代表女王瑪格麗特二世出席。
- 约旦：王储侯赛因代表國王阿卜杜拉出席。
- 盧森堡：大公亨利参加即位儀式。
- 荷蘭：國王威廉-亞歷山大及王后麥西瑪参加即位儀式。
- 挪威：王儲哈康代表國王哈拉德五世出席。
- 巴西：總統博爾索納羅出席。
- 越南：政府總理阮春福出席。
- 菲律賓：總統杜特蒂出席。
- 緬甸：國務資政兼外交部長昂山素姬代表總統溫敏出席。
- 柬埔寨：國王西哈莫尼参加即位儀式。
- 印度：總統科溫德出席。
- 法國：前總統薩科齊出席。
- 奥地利：總統范德貝倫出席。
- 德国：聯邦總統施泰恩邁爾出席。
- 捷克：總理巴比什出席。
- 泰國：總理巴育伉儷出席。
- 乌克兰：總統澤連斯基伉儷出席。
- 巴基斯坦：總統艾維伉儷出席。
- 波蘭：總統杜達伉儷出席。
- 保加利亚：總統拉德夫伉儷出席。
- 阿富汗：總統加尼伉儷出席。
- ：前總統納扎爾巴耶夫代表總統托卡耶夫出席。
- ：埃米爾阿勒薩尼出席。
- 羅馬尼亞：總統約翰尼斯伉儷出席。
- 梵蒂岡：枢机蒙泰里西出席。
- 蒙古：總統巴特圖勒嘎出席。
- 不丹：國王旺楚克及王后吉增·佩瑪参加即位儀式。
- 汶萊：蘇丹博爾基亞出席。

未正式受邀而出席的政府代表：
- 中華民國：台北駐日代表謝長廷代表中華民國政府参加天皇的即位禮（未被邀请，以来宾待遇接待[11]）[12]。
- 香港特別行政區：行政长官林鄭月娥代表香港特別行政區政府参加天皇的即位儀式（未被邀请[11]）[13]。
- 澳門特別行政區：行政长官崔世安代表澳门特別行政區政府参加天皇的即位儀式（未被邀请[11]）[14]。

仪式除日本各大电台、电视台直播外，还在總理大臣官邸的YouTube频道、niconico生放送等网站直播。